# Canon Pellix
Le Canon Pellix est un appareil photographique reflex mono-objectif à mise au point manuelle sorti en 1965 qui utilise un miroir semi-argenté fixe derrière lequel une cellule est levée lors de la mesure de l'exposition.

## Le premier appareil Canon avec la mesure TTL de l'exposition
Canon bascula soudainement des appareils reflex destinés aux professionnels vers des appareils destinés à des amateurs avertis en mars 1964, quand il abandonna la gamme Canonflex et lança le Canon FX avec la monture FL. Cet appareil possédait un posemètre CdS intégré dans une fenêtre circulaire sur la face avant droite de l'appareil. Le Canon FP sans cellule fut lancé un peu plus tard la même année. Les appareils étaient bien construits, mais la technologie de mesure de l'exposition avait plusieurs années de retard sur le Minolta SR-7 (en), qui avait inauguré cette technologie en 1962. Cependant, juste six mois après au printemps 1965, Canon surprit la communauté des appareils photo avec le remarquable Pellix. Le nouvel appareil possédait la très attendue mesure TTL de l'exposition, bien qu'employant la méthode de mesure stop-down.
Cependant, ce qui rend le Pellix spécial, est que la mesure TTL de l'exposition est réalisée avec un miroir reflex pelliculaire semi-transparent fixe au lieu du miroir reflex mobile habituel, une cellule CdS étant placée derrière lui pour la mesure TTL de l'exposition. La cellule est placée sur un bras qui bascule vers le haut en face de la fenêtre du film lorsque le levier stop-down situé sur la face avant droite de l'appareil est enfoncé, fournissant une lecture par aiguille suiveuse de la lumière issue de l'objectif après avoir traversé le miroir semi-transparent. Très peu d'emplacements alternatifs sont disponibles à l'intérieur du boîtier pour capter la lumière issue de l'objectif. Le Topcon RE Super a sa cellule placée directement derrière le miroir reflex dans lequel un réseau de fentes est découpé pour laisser passer la lumière, tandis que le Asahi Pentax Spotmatic (en) possède une paire de cellules située de chaque côté du viseur, captant la lumière issue de l'écran de mise au point.
Le levier stop-down situé sur la face avant droite de l'appareil active le retardateur lorsqu'il est poussé vers le haut au lieu d'être poussé vers le bas. Comme sur les Canon FX et FP, le dos de l'appareil s'ouvre en tournant une clé sur la base. La sensibilité du film est réglée en levant et en tournant le rebord de la molette des vitesses d'exposition. L'appareil est conçu pour utiliser une pile au mercure de 1,35 volt désormais obsolète, qui peut être remplacée par une pile d'aide auditive de taille similaire de 1,4 volt, utilisable pendant environ un an après son activation, qu'elle soit utilisée ou pas. Le compartiment de la pile est situé sur le côté gauche de l'appareil, à côté du bouton de rembobinage. Le Pellix a été remplacé par le modèle amélioré Canon Pellix QL mis sur le marché en mars 1966. Les améliorations comprennent l'ajout d'un mécanisme de chargement rapide (QL) du film et des contacts dans la base du compartiment de la pile pour pouvoir ajouter un amplificateur électronique optionnel pour la cellule interne.

## Le miroir pelliculaire

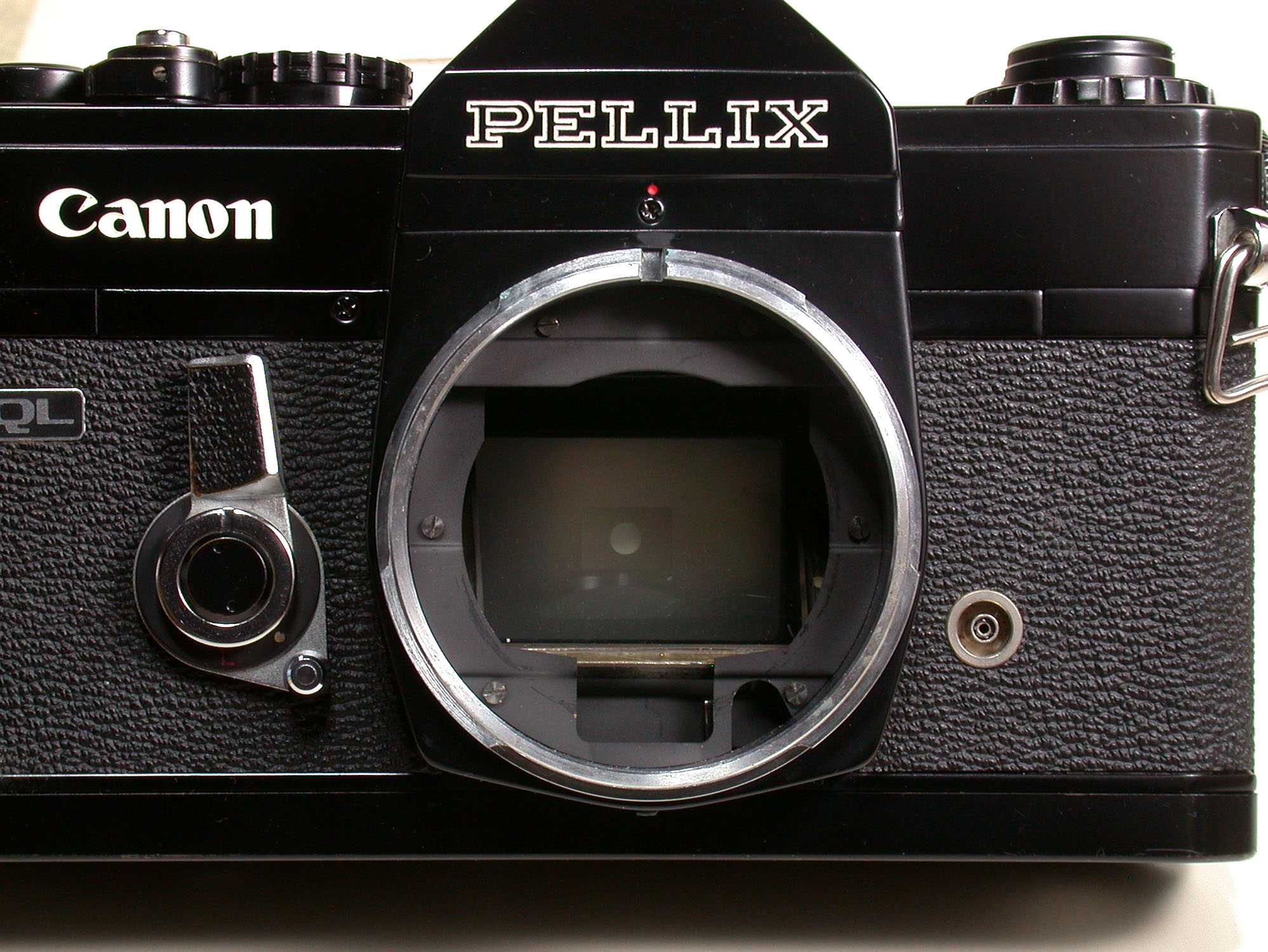
Le miroir pelliculaire

Le miroir fixe semi-transparent du Pellix, utilisé pour la première fois avec succès sur un reflex 35 mm, laisse passer environ deux tiers (66 %) de la lumière issue de l'objectif directement sur le film, tandis que le reste est réfléchi vers le viseur.
Cette disposition prend en charge la mesure TTL, offre une construction plus simple et un fonctionnement plus silencieux, et n'obscurcit pas le viseur pendant la prise de vue. Les inconvénients comprennent une perte de lumière, environ un demi-diaphragme (- 0,5 EV) pour l'exposition, à travers le miroir semi-transparent, et un viseur environ un diaphragme trois-quarts (- 1,7 EV) plus sombre comparé à un miroir entièrement réfléchissant. Un problème plus grave est que les rayons lumineux formant l'image doivent passer à travers le miroir pelliculaire stationnaire, qui, au fil du temps, accumule la saleté, diffusant la lumière et dégradant l’image. Lorsque le miroir est sale ou endommagé, il doit être remplacé.
Bien que le viseur ne devienne pas noir lors de la prise de vue, à de faibles ouvertures de l'objectif, l'œil n'a pas le temps de s'adapter au viseur sombre. Le bruit de fonctionnement du Pellix est étonnamment similaire à celui du Canon FX, bien qu'il n'ait pas de miroir reflex mobile. Canon a fabriqué deux objectifs rapides, le FL 50mm 1:1.4 et le FL 58mm 1:1.2, de façon à compenser la perte de lumière. Comme le rideau de l'obturateur est exposé en permanence à la lumière sans être protégé par un miroir mobile, un rideau en métal plutôt qu'en tissu est utilisé, ce qui empêche la possibilité de brûler en étant accidentellement pointé vers le soleil, l'objectif concentrant ses rayons sur le rideau. Un autre risque est que la lumière atteigne le film à travers la fenêtre du viseur pendant la prise de vue, car il n'y a pas de miroir relevé pour la bloquer. Ceci est évité par un store de viseur actionné en tournant la bague sous le bouton de rembobinage, particulièrement utile lorsque l'appareil photo est sur un pied. Le circuit de mesure est susceptible de se casser à cause du déplacement du bras de la cellule CdS derrière le miroir pelliculaire lors de la mesure de l'exposition. Un objectif spécial fut fabriqué pour le Canon Pellix, le FLP 38mm 1:2.8, profitant du fait que l'appareil possède un miroir fixe qui ne heurtera pas la lentille arrière de l'objectif. Le code FLP indique que cet objectif doit être utilisé exclusivement sur un appareil Pellix.

## Le Pellix QL
Le Pellix QL est une version améliorée du Pellix qui est sortie en mars 1966, en même temps que le FT QL. Comme ce dernier, il adopte le système de chargement rapide du film Quick loading ou QL, la possibilité d'installer le Canon Booster (amplificateur électronique) pour la mesure de l'exposition en lumière faible et le levier stop-down est équipé d'un mécanisme de verrouillage.